# Panusaya Sithijirawattanakul
Panusaya Sithijirawattanakul  também conhecida como Panasaya Sithijirawattanakul  (em tailandês:  ปนัสยา สิทธิจิรวัฒนกุล ; RTGS: Panatsaya Sitthichirawatthanakun ; apelidada de Rung ou Roong; nascida em 15 de setembro de 1998) é uma ativista política estudantil tailandesa e líder estudantil universitária que também é o porta-voz da União Estudantil da Tailândia. Ela é bem conhecida por suas críticas à monarquia tailandesa. Durante os protestos tailandeses de 2020, ela foi uma das líderes pioneiras em manifestações revolucionárias pedindo uma grande reforma estrutural da monarquia tailandesa.
Depois de ser presa pelo Artigo 112, ela entrou em greve de fome contra a decisão em 30 de março de 2021.

## Biografia
Panusaya Sithijirawattanakul nasceu em 1998 em Nonthaburi, e tinha 19 anos na época como a filha mais nova de sua família, ela tem duas irmãs. Ela nasceu em uma família de classe média que dirige uma oficina mecânica. Ela cresceu com pouco conhecimento político. Panusaya aparentemente tinha uma personalidade bastante introvertida e cresceu como uma pessoa bastante tímida. Ela foi intimidada e sofreu bullying de seus amigos na escola primária. Seus pais a enviaram para um programa de intercâmbio estudantil de cinco meses nos Estados Unidos, o que acabou ajudando-a a se expressar com mais confiança e a conseguir falar em público melhor.
Ela inicialmente tinha pouco interesse em política. Seu pai a encorajou fortemente a pesquisar política após o golpe de estado tailandês de 2014. Ela se interessou mais por política, tendo discussões e debates sobre o assunto com seus amigos do colégio, após estudar para o vestibular sobre a história da política tailandesa. Atualmente ela está cursando estudos superiores na Faculdade de Sociologia e Antropologia da Thammasat University .
Em 15 de outubro de 2020, Panusaya foi presa pela Polícia Real da Tailândia. Em 27 de outubro de 2020, foi relatado que ela foi detida na Instituição Correcional Feminina Central.

## Ativismo
Panusaya entrou na Thammasat University e se interessou mais por política. Ela começou seu ativismo político como estudante de graduação do terceiro ano. Em 2018, ela se juntou a um partido político da união estudantil chamado Dome Revolution. Em fevereiro de 2020, ela fez parte dos novos protestos pró-democracia contra a decisão do Tribunal Constitucional de abolir o Future Forward Party, um partido reformista popular que contava com o apoio de muitos jovens tailandeses.
Em junho de 2020, ela recebeu um mandado de prisão por violar as medidas de segurança do COVID-19 e por violar a regra de emergência pandêmica do COVID-19 após participar de um protesto conduzido pela União Estudantil da Tailândia pelo desaparecimento forçado do proeminente ativista tailandês Wanchalerm Satsaksit.
Em 10 de agosto de 2020, ela liderou manifestações sob a bandeira que Thammasat não tolerará o apelo por uma grande reforma monárquica e fez um discurso sobre um manifesto de 10 pontos (o 'Manifesto Thammasat') para milhares de estudantes. O discurso foi considerado polêmico e gerou uma reação política na Tailândia, pois as autoridades alertaram que a manifestação havia difamado seriamente a monarquia. Seu discurso incluía frases como "Todos os humanos têm sangue vermelho. Não somos diferentes" e "Ninguém neste mundo nasce com sangue azul", uma alusão à monarquia tailandesa. Após seus comentários polêmicos e amplamente divulgados, alguns críticos e observadores a compararam a Agnes Chow de Hong Kong por arriscar até 15 anos de prisão sob as disposições da lei tailandesa de lèse majesté (lesa majestade).
Em 20 de setembro de 2020, Panusaya junto com outros ativistas e manifestantes instalaram uma placa popular perto do Grande Palácio em Bangkok. Os manifestantes reivindicaram a vitória depois de apresentar suas demandas de reforma monárquica às autoridades.
Em 10 de novembro de 2021, o Tribunal Constitucional decidiu que Panusaya, Arnon e Panupong pretendiam derrubar o estado e a monarquia em seus discursos. O tribunal ordenou que eles e outros grupos de protesto encerrassem todos os movimentos de reforma da monarquia. A petição foi apresentada por Natthaporn Toprayoon em 3 de setembro de 2020.

## Prêmios
Ela estava na lista das 100 mulheres da BBC anunciada em 23 de novembro de 2020.